# Alfonso Plantageneto, conte di Chester
Alfonso, Conte di Chester (Bayonne, 24 novembre 1273 – Castello di Windsor, 19 agosto 1284) nono figlio di Edoardo I d'Inghilterra e di Eleonora di Castiglia, era conte di Chester e erede al trono d'Inghilterra.

## Biografia
Nacque a Bayonne, in Guascogna, un ducato preteso allo zio materno Alfonso X di Castiglia fino al matrimonio dei suoi genitori, nel 1254. L'amicizia di Edoardo ed Eleonora con il re di Castiglia fu confermata quando essi diedero il nome Alfonso al figlio in suo onore, una scelta rimarchevole, dato che il nome Alfonso era una rarità in Inghilterra. La regina Eleonora persuase anche il fratello a viaggiare dalla Guscogna e fungere da padrino al battesimo del giovane principe.
Il fratello maggiore di Alfonso, Giovanni, morì nel 1271; la morte di un altro fratello più anziano, Enrico, avvenuta nel 1274, fece di Alfonso l'unico figlio maschio della coppia fino a un mese prima del suo decesso. Poiché i suoi genitori dovevano spesso viaggiare, Alfonso ebbe una propria domestica. La regina Eleonora fu nondimeno impegnata nel crescere il figlio, che aveva anche un cuoco spagnolo.

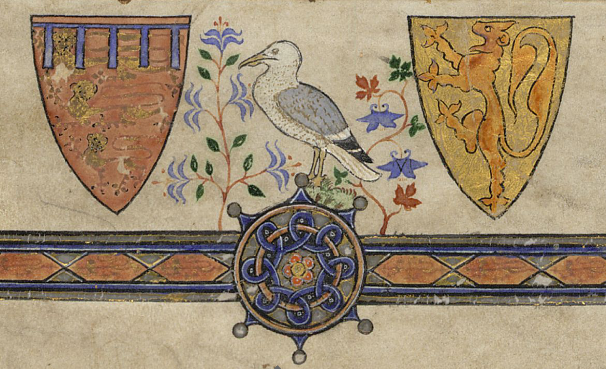
Stemmi di Alfonso e Margherita dall'eponimo salterio

All'età di dieci anni Alfonso fu fidanzato a Margherita, figlia di Fiorenzo V d'Olanda. Un ricco salterio era in corso di preparazione per il matrimonio quando egli cadde ammalato e morì pochi mesi prima che fosse celebrato il matrimonio.
Il salterio di Alfonso fu terminato circa dieci anni dopo quando sua sorella Elisabetta di Rhuddlan sposò il fratello di Margherita, Giovanni I d'Olanda rendendo la coppia di stemmi ancora appropriata.
Il decesso di Alfonso a Windsor ebbe luogo poco dopo la nascita del suo fratello minore, che divenne il più anziano erede maschio sopravvissuto di Edoardo I. La salma di Alfonso venne inumata nella Cappella del Confessore presso l'Abbazia di Westminster, sebbene l'esatta ubicazione non sia nota. Il suo cuore invece fu inumato nel Priorato di Blackfriars (oggi andato distrutto).
Come eredi al trono, sia Alfonso che Edoardo portavano l'arme del regno, differenziati da un lambello azzurro.

## Ascendenza
|                             |                    |                                    | Genitori                  |  |  | Nonni |  |  | Bisnonni               |  |  | Trisnonni               |  |
|                             |                    |                                    |                           |  |  |       |  |  | Giovanni d'Inghilterra |  |  | Enrico II d'Inghilterra |  |
|                             |                    |                                    |                           |  |  |       |  |  | Giovanni d'Inghilterra |  |  | Enrico II d'Inghilterra |  |
|                             |                    | Eleonora d'Aquitania               |                           |  |  |       |  |  | Giovanni d'Inghilterra |  |  |                         |  |
| Enrico III d'Inghilterra    |                    |                                    |                           |  |  |       |  |  | Giovanni d'Inghilterra |  |  |                         |  |
|                             |                    | Isabella d'Angoulême               | Ademaro III d'Angoulême   |  |  |       |  |  |                        |  |  |                         |  |
|                             |                    | Isabella d'Angoulême               | Ademaro III d'Angoulême   |  |  |       |  |  |                        |  |  |                         |  |
|                             |                    | Isabella d'Angoulême               | Alice di Courtenay        |  |  |       |  |  |                        |  |  |                         |  |
| Edoardo I d'Inghilterra     |                    | Isabella d'Angoulême               |                           |  |  |       |  |  |                        |  |  |                         |  |
|                             |                    | Raimondo Berengario IV di Provenza | Alfonso II di Provenza    |  |  |       |  |  |                        |  |  |                         |  |
|                             |                    | Raimondo Berengario IV di Provenza | Alfonso II di Provenza    |  |  |       |  |  |                        |  |  |                         |  |
|                             |                    | Raimondo Berengario IV di Provenza | Garsenda di Provenza      |  |  |       |  |  |                        |  |  |                         |  |
| Eleonora di Provenza        |                    | Raimondo Berengario IV di Provenza |                           |  |  |       |  |  |                        |  |  |                         |  |
|                             |                    | Beatrice di Savoia                 | Tommaso I di Savoia       |  |  |       |  |  |                        |  |  |                         |  |
|                             |                    | Beatrice di Savoia                 | Tommaso I di Savoia       |  |  |       |  |  |                        |  |  |                         |  |
|                             |                    | Beatrice di Savoia                 | Margherita di Ginevra     |  |  |       |  |  |                        |  |  |                         |  |
| Alfonso conte di Chester    |                    | Beatrice di Savoia                 |                           |  |  |       |  |  |                        |  |  |                         |  |
|                             | Alfonso IX di León | Ferdinando II di León              |                           |  |  |       |  |  |                        |  |  |                         |  |
|                             | Alfonso IX di León | Ferdinando II di León              |                           |  |  |       |  |  |                        |  |  |                         |  |
|                             | Alfonso IX di León | Urraca del Portogallo              |                           |  |  |       |  |  |                        |  |  |                         |  |
| Ferdinando III di Castiglia | Alfonso IX di León |                                    |                           |  |  |       |  |  |                        |  |  |                         |  |
|                             |                    | Berenguela di Castiglia            | Alfonso VIII di Castiglia |  |  |       |  |  |                        |  |  |                         |  |
|                             |                    | Berenguela di Castiglia            | Alfonso VIII di Castiglia |  |  |       |  |  |                        |  |  |                         |  |
|                             |                    | Berenguela di Castiglia            | Eleonora d'Inghilterra    |  |  |       |  |  |                        |  |  |                         |  |
| Eleonora di Castiglia       |                    | Berenguela di Castiglia            |                           |  |  |       |  |  |                        |  |  |                         |  |
|                             |                    | Simone di Dammartin                | Alberico II di Dammartin  |  |  |       |  |  |                        |  |  |                         |  |
|                             |                    | Simone di Dammartin                | Alberico II di Dammartin  |  |  |       |  |  |                        |  |  |                         |  |
|                             |                    | Simone di Dammartin                | Matilde di Clermont       |  |  |       |  |  |                        |  |  |                         |  |
| Giovanna di Dammartin       |                    | Simone di Dammartin                |                           |  |  |       |  |  |                        |  |  |                         |  |
|                             |                    | Maria di Ponthieu                  | Guglielmo II di Ponthieu  |  |  |       |  |  |                        |  |  |                         |  |
|                             |                    | Maria di Ponthieu                  | Guglielmo II di Ponthieu  |  |  |       |  |  |                        |  |  |                         |  |
|                             |                    | Maria di Ponthieu                  | Adele di Francia          |  |  |       |  |  |                        |  |  |                         |  |
|                             |                    | Maria di Ponthieu                  |                           |  |  |       |  |  |                        |  |  |                         |  |